# Cecil H. Underwood
Cecil Harland Underwood (ur. 5 listopada 1922, zm. 24 listopada 2008) – amerykański polityk, działacz Partii Republikańskiej, znany głównie przez wzgląd na swoją długą karierę polityczną. Dwukrotnie piastował urząd gubernatora stanu Wirginia Zachodnia: w latach 1957–1961 oraz 1997–2001. Był zarówno najmłodszym, jak i najstarszym gubernatorem.
Urodzony w Joseph's Mills w Wirginii Zachodniej Underwood studiował w Salem College (obecnie Salem International University) oraz West Virginia University. Sam nauczał potem w szkole średniej i na uniwersytecie (1943–1950). Ponadto był rektorem Salem College w latach 1950–1956.
Karierę polityczną rozpoczynał jako członek stanowej Izby Reprezentantów (West Virginia House of Delegates), gdzie zasiadał od 1944 do 1956 roku.
W 1956 został kandydatem Partii Republikańskiej na urząd gubernatora. Choć Wirginia Zachodnia od wielu lat zdominowana jest przez Partię Demokratyczną, Underwood wyszedł z próby wyborczej zwycięsko, zostając pierwszym republikaninem na tym stanowisku od 1928 roku.
Jako szef stanowej władzy popierał stanowczo rozszerzenie praw obywatelskich dla ludności kolorowej oraz desegregację w szkołach publicznych. Inaczej niż w wielu innych stanach Południa, władze lokalne i federalne współpracowały w tej kwestii. Ocenia się, iż pod rządami administracji Underwooda desegregacja przebiegła sprawnie i bez przemocy, mimo opozycji niektórych znaczących polityków, jak np. Senator Robert Byrd.
Ponadto zasłynął jako rzecznik rozszerzenia systemu emerytalnego oraz reformy i rozbudowy służby cywilnej. Jego pierwszym działaniem w tym celu było udanie się do telewizji i za jej pośrednictwem poinformowanie wszystkich urzędników stanowych o ich zwolnieniu w celu reorganizacji. Za jego rządów wykonano też ostatni wyrok śmierci w historii stanu.
Nie mogąc kandydować na ponowną kadencję, zgodnie z ówczesną stanową konstytucją, Underwood ubiegał się o miejsce w Senacie w 1960, ale został pokonany przez demokratę Jenningsa Randolpha. Nie stracił jednak kontaktu z polityką, gdyż trzykrotnie, przed udanym powrotem na najwyższe stanowisko, ubiegał się o jego odzyskanie. Nie uzyskał nominacji w 1968. Zdobył ją natomiast w 1968, ale został pokonany. Tak samo stało się w 1976, kiedy przegrał z demokratą i późniejszym senatorem Jayem Rockefellerem. W tym czasie zajmował się m.in. biznesem, zakładając własne duże przedsiębiorstwo rolne. Był też rektorem Bethany College oraz wykładał politologię na Marshall University.
Jego powrót nastąpił w 1996, kiedy ponownie uzyskał nominację i został wybrany gubernatorem, w dużej mierze dzięki poparciu sporej liczby demokratów (tzw. "demokraci na rzecz Underwooda").
W czasie drugiej kadencji borykał się z poważnymi problemami ekonomicznymi w tym drugim po Missisipi najuboższym stanie Ameryki. Ponadto, jako polityk umiarkowany, rychło stracił poparcie większości konserwatywnych republikanów.
Tym razem mógł ubiegać się o reelekcję, ale przegrał w 2000 (jako jedyny urzędujący gubernator republikański w kraju) z demokratą Bobem Wise'em.
Underwood, w czasie swej pierwszej kadencji, był pierwszym gościem teleturnieju To Tell the Truth. Jego żona, Hovah Hall, z którą miał trójkę dzieci, zmarła. Był metodystą.